# Gyalu vezér
Gyalu (románul: Gelu, latinul: Gelou) egyike annak a három fiktív helyi vezérnek (Galád és Ménmarót mellett), akiket Anonymus a Gesta Hungarorum című 13. századi gesztájában a magyar honfoglalással szembeni ellenállás megszemélyesítőiként mutat be. A mű szerint Gyalu egy vlach származású fejedelem volt, aki az erdélyi vlachok és szlávok élén állt, mígnem a magyarok vezére, Tétény legyőzte és megölte Erdély meghódítása során. Mivel személye kizárólag e forrásban szerepel, történetisége vitatott, és a modern történetírás jelentős része mítoszként tekint rá. Romániában ezzel szemben Gyalu alakját valós történelmi személyként kezelik, és nemzeti hősként tisztelik.

## Gyalu vezér Anonymus krónikájában

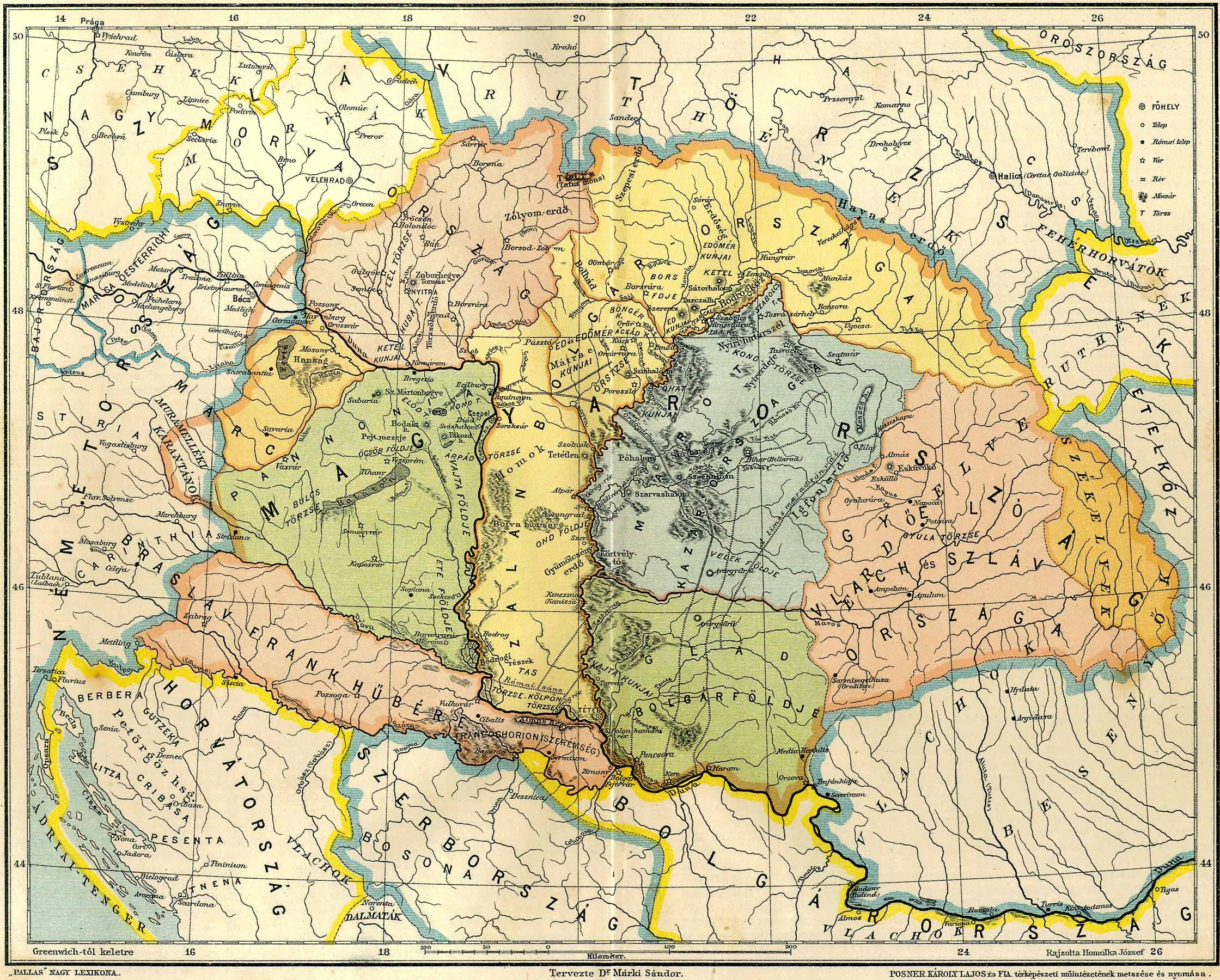
A Kárpát-medence politikai viszonyai a honfoglalás idején Anonymus Gesta Hungarorum című műve alapján. Rózsaszínnel jelölve Erdély területe, ahol Gyalu vezér uralma alatt álló vlach és szláv lakosságú fejedelemség helyezkedett el a krónika szerint.

A Gesta Hungarorum szerint a honfoglalás idején Erdély (terra ultra silvam) egy Gyalu (Gelou) nevű vlach (blac) fejedelem uralma alatt áll. Anonymus elbeszélésében Gyalu népe vlachokból (blasij) és szlávokból (sclaui) áll, akik gyenge fegyverzettel – elsősorban íjjal és nyíllal – harcolnak. A krónikás szerint „annak a földnek a lakosai az egész világon a leghitványabb emberek”, mivel népük és haderejük gyenge, Gyalu maga pedig csak kevéssé állja meg a helyét, és nem veszik körül kiváló vitézek sem. A térséget rendszeres támadások érik a besenyők (picenati) és a kunok (cumanus) részéről. Tétény (Tuhutum), Árpád fejedelem egyik alvezére, amikor értesül a terület gazdagságáról és katonai védtelenségéről, felderítőt küld Erdélybe. A felderítést Apafarkas Agmánd (Opaforcos Ogmand) végzi, aki titokban bejárja a vidéket, és beszámol arról, hogy a föld termékeny, gazdag aranyban és sóban, bővelkedik folyókban, de a lakosság katonailag gyenge. A jelentés alapján Tétény követeket küld Árpádhoz, hogy engedélyt kérjen a hadjárat megindítására. Az engedély megérkezése után Tétény hadba vonul Gyalu ellen. A magyar sereg az Almás (Almas) folyónál ütközik meg Gyalu csapataival, és győzelmet arat. Gyalu menekülni próbál, miután serege nagyrészt megsemmisül vagy fogságba esik. Anonymus szerint útközben, miközben vára felé igyekszik a Szamos (Zomus) folyó mentén, Tétény vitézei üldözőbe veszik, és a Kapus (Copus) pataknál megölik. Halála után a helyi lakosság megadja magát Téténynek, és az Esküllő (Esculeu) nevű helyen hűséget esküszik neki. Anonymus úgy tudja, hogy Tétény utódai – az erdélyi gyulák – egészen Szent István uralkodásáig birtokolják Erdélyt.
Anonymus szóhasználata gyakran árulkodik a honfoglalók ellenfeleinek negatív megítéléséről. A sclavus kifejezés — amely a középkori latinban egyszerre jelentette a ’szlávot’ és a ’rabszolgát’ — különösen beszédes ebben a kontextusban. Miskolczy Ambrus értelmezése szerint e szó használatát az a történeti háttér ihlette, hogy a kijevi varégok nyugaton szláv származású szolgáikat rabszolgaként árusították, így a két jelentés összefonódott. Anonymus tehát a sclavus kifejezéssel nemcsak etnikai, hanem társadalmi-katonai leértékelést is kifejezett. Hasonló szerepet tölt be a "hitvány" jelző is, amely Miskolczy szerint a könnyű fegyverzetű harcosok lekicsinylésére szolgált, és jól illeszkedik a krónika ideologikus jellemvonásaihoz. Ugyanakkor Anonymus a honfoglaló magyarokat – eltérően a történeti valóságtól – nem mint könnyűlovasokat, hanem mint vérttel felszerelt páncélos lovagokat ábrázolja, akik inkább hasonlítanak a 12. századi lovagi ideálhoz, mint a 9–10. századi nomád harcosokhoz. Ez a kontraszt is erősíti a mű szemléleti torzítását: az ellenség hitvány, a magyar hős pedig lovagias.

## A név eredete és az etnikai hovatartozás kérdése
Nevét több helységnévvel is összefüggésbe hozták: Gyalui-havasok, Gyalui vár, és Gyalu település Kolozs megyében. Eredetével kapcsolatban megoszlanak a történészi vélemények. A Gesta Hungarorum 24–27. fejezeteiben Anonymus egy "Gyalu nevű blak" vezért említ az erdélyi magyar honfoglalás ellenfelének. A Gyalu név személynévként kizárólag Anonymus művében szerepel, más történeti forrás nem említi, és a honfoglalás korából ilyen névvel nem ismert sem vezető, sem személy. A név eredete e tekintetben mesterségesnek tűnik, amely Anonymus elbeszélésének narratív céljait szolgálta. Anonymus általában úgy nevezte meg a honfoglalás kori ellenfeleket, hogy a saját korában ismert földrajzi neveket (települések, folyók, várak nevei) személynévvé alakította. Általában azonban különbséget tett a földrajzi név és a személynév formája között. Gyalu esetében viszont nem változtatott: ugyanazt a nevet használta a vezér neveként, mint az adott vár vagy helyszín megnevezéseként. A szóban forgó Gyalu vára a Szamos és a Kapus-patak találkozásánál feküdt, ami az elbeszélés cselekménye szempontjából kulcsfontosságú, mert ez a térség szerepel a Gyalu–Tétény konfliktus helyszíneként. Anonymus tehát a történet földrajzi hitelességének erősítésére egy valós várat és helynevet emelt be a történetbe. A szerző szokásától eltérően azonban nem egy fontos, királyi központként ismert erdélyi várat (például Kolozsvárt vagy Dobokát) választott a fiktív erdélyi vezér székhelyéül, hanem egy egyházi, püspöki fennhatóság alá tartozó erődítményt, Gyalu várát. Ennek oka valószínűleg az volt, hogy ez a vár közvetlenül a Meszesi-kapuhoz és az Almás folyóhoz esett legközelebb, vagyis a történet földrajzi keretébe természetesebben illeszkedett. További motiváció lehetett a névválasztás mögött, hogy a "Gyalu" név hangzásban hasonlít a "Gyula" névre, amely Anonymus művében fontos politikai és dinasztikus szerepet kapott. Mivel Anonymus szerint Tétény fia Horka, unokája pedig Gyula volt, a névbeli hasonlóság erősíthette azt az elbeszélői szándékot, hogy az eseményeket és neveket egy dinasztikus láncba kapcsolja össze. Összefoglalva: Anonymus valószínűleg azért választotta a Gyalu nevet a fiktív erdélyi vezérnek, mert az jól illeszkedett a történet földrajzi színteréhez, hangzásában összecsengett a korabeli méltóságnévként és személynévként is használt Gyula névvel, valamint könnyen átültethető volt egy valós helynévből személynévvé.

## Történeti hitelesség
A történészek egy része, főként magyar és más külföldi kutatók – például Kristó Gyula, Györffy György, Carlile Aylmer Macartney és Ján Steinhübel – Gyalut Anonymus által kitalált alaknak tartja, míg a román történetírásban – többek között Alexandru Madgearu és Ştefan Pascu munkáiban – valós történelmi személyként jelenik meg. A magyar történetírásban elterjedt nézet szerint Anonymus több alakját – így Gyalut is – földrajzi helynevek alapján alkotta meg; Gyalu esetében a névadás alapjául a mai Erdély területén található vár szolgált.
Carlile Aylmer Macartney szerint Anonymus elbeszélése Gyalu vezérről különösen ellentmondásos forrásrészlet, amelynek történeti értelmezése régóta vitatott. Bár néhány kritikus az epizódot későbbi betoldásnak tekintette, Macartney ezt a feltevést elutasítja. Véleménye szerint „a középkori hamisítók közül egy sem tudta volna utánozni Anonymus egyedi stílusát és szóhasználatát oly mértékben, hogy ilyen teljesen „anonimuszi” szöveget alkossanak”, így a történet nem lehet utólagos interpoláció, hanem maga Anonymus illesztette be azt a narratívába. A történészek számára különösen problémás kérdés, hogy a vlachok és Gyalu megjelenése mennyiben tükrözi a 10. századi valóságot. Macartney szerint még ha egyes szófordulatok valóban későbbi eredetűek is lehetnek, ezek nem bizonyítják azt, hogy Gyalu vagy a vlachok egész szerepe utólag került volna be a szövegbe – már csak azért sem, mert ezek a későbbi források sem Erdélyre, sem Gyaluhoz hasonló alakra nem utalnak. Ez azt sugallja, hogy a történet egy belsőleg szerkesztett elbeszélés, amely mögött esetlegesen egy korabeli, legendás gyula-hagyomány állhatott. Macartney értelmezésében Gyalu alakja egy korabeli legendán, a gyula-mondakörön alapul, amelyet Anonymus sajátos módon a honfoglalás korába helyezett vissza. A szerző szokásos eljárását követve a hódítás korának valamely ismert hősét – jelen esetben Tétényt – egy későbbi leszármazott, a gyula tetteivel ruházza fel. Ezzel a módszerrel Anonymus a családi hagyomány és a krónikai írói fantázia keverékéből teremtett hősöket, akiknek történetei a Gesta stílusához illeszkednek, de történeti szempontból nehezen ellenőrizhetők.
A szlovák történész, Ján Steinhübel szerint Gyalu története „ugyanúgy irodalmi fikció”, mint Laborc és Ménmarót fejedelmeké, ezért Gyalu személyét nem tekinti történetileg hitelesnek. Egyes értelmezések szerint Anonymus ismert történelmi eseményeket is felhasználhatott elbeszéléseiben mintául. Mivel tudott arról, hogy I. István király a nagybátyját, az erdélyi Prokuj gyulát megtámadta és elfogatta, elképzelhető, hogy Tétény háborúját Gyaluval ennek a belharcnak az analógiájára konstruálta meg.
Anonymus Gyaluval kapcsolatos elbeszélése jól illeszkedik ahhoz a sémához, amelyet más, a honfoglalás során legyőzött fejedelmek esetében is alkalmaz. Ezekben a történetekben minden fejedelem – így Gyalu is – egy jól körülhatárolható terület ura, rendelkezik várral és sereggel, de katonailag gyenge. A magyarok élén mindig egy-egy meghatározott vezér áll, aki legyőzi őket, majd elfoglalja a területüket. Ugyanez a narratív minta figyelhető meg Gyalu esetében is. Elképzelhető, hogy Anonymus ezt a sémát maga alakította ki, vagy egy meglévő hagyomány alapján rendszerezte. A történeti hitelességet illetően azonban problémát jelent, hogy Gyalu nevét és történetét kizárólag Anonymus említi, más korabeli vagy későbbi forrás nem támasztja alá létezését. Anonymus elbeszélése így – formai és tartalmi jegyei alapján – sokkal inkább illeszkedik a szerző által más fejedelmek kapcsán is alkalmazott, ismétlődő elbeszélői sémába, mintsem egy önálló, forrásokon alapuló történeti hagyományba.

## Emlékezete és a modern mítoszok

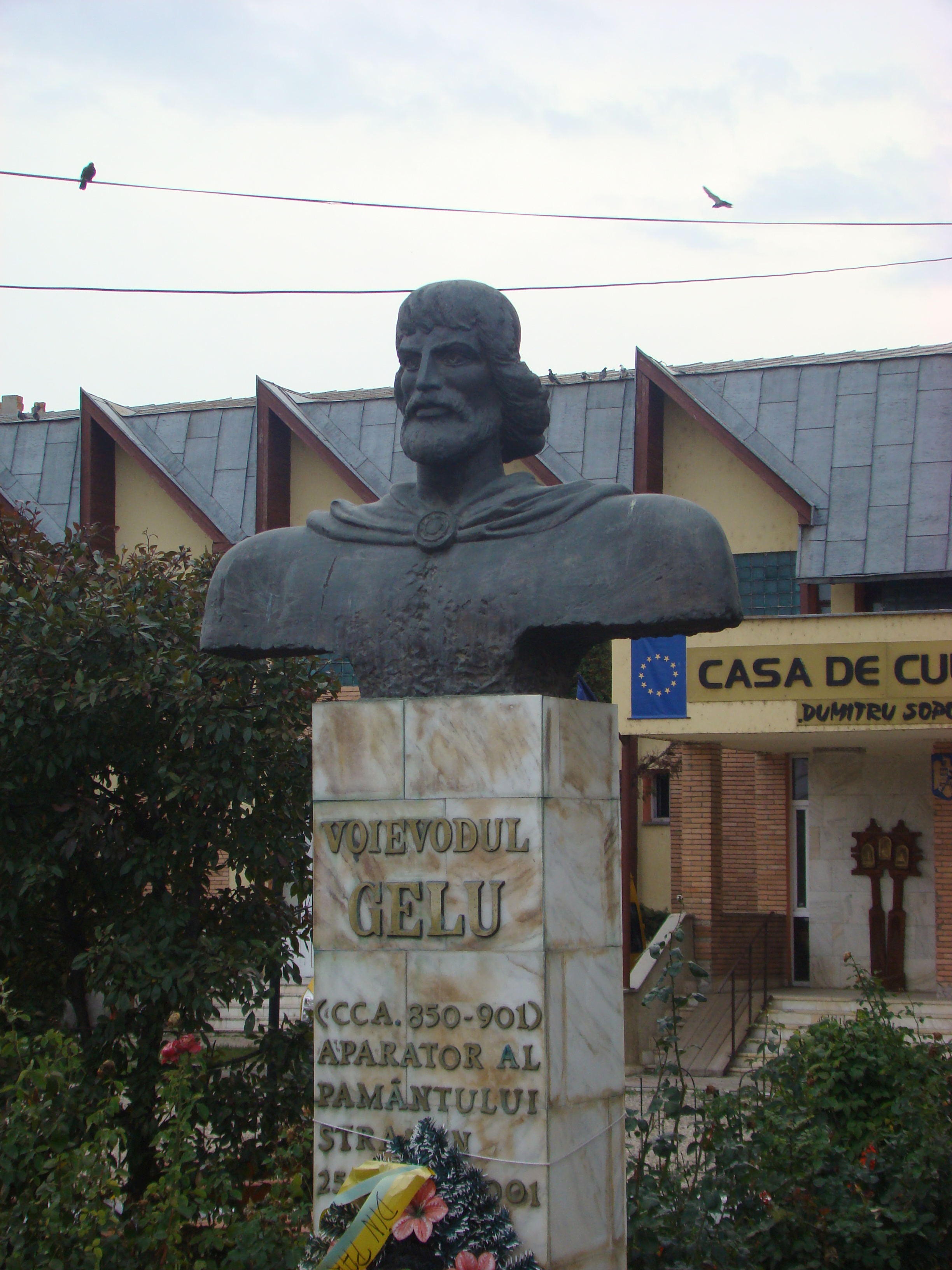
Gyalu vezér szobra a Kolozs megyei Gyalu településen

Anonymus krónikájában gyakran valós helynevekből alkotott kitalált szereplőket és eseményeket, hogy azokkal saját korának elvárásaihoz igazodó történetet kreáljon. Ezzel nemcsak a magyar honfoglalás valós eseményeit írta át, hanem olyan történeteket is megalkotott, amelyek később más népek, például a románok nemzeti identitásának kialakítására is hatással voltak. 1790-ben az erdélyi román értelmiség nemzeti követeléseit azzal is próbálta alátámasztani, hogy Anonymus írására hivatkozva azt állította: Tétény és Gyalu népe egykor megállapodást kötött egymással, és ez bizonyítja történelmi jogaikat. Gyalu vezér a 19. század végétől kezdődően a román nemzeti történeti emlékezetben nemzeti hősként jelent meg. Egy korabeli hősköltemény megjelenése után neve a román nemzeti öntudatot kifejező személynévként is elterjedt. Hasonló szerepet kapott Ménmarót és Galád is, akik a 20. század során hosszú időn át a román történelemoktatásban egyfajta történeti „háromság” tagjaiként szerepeltek. A tankönyvek ezekben az alakokban a honfoglalás kori, önálló román államalakulatok vezetőit láttatták, akik fegyveres ellenállást tanúsítottak a magyar honfoglalókkal szemben. Ez a történeti értelmezés a későbbiekben visszaszorult, de Gyalu és a hozzá kapcsolódó alakok továbbra is szerepet játszanak a román nemzeti emlékezetben.
Az 1960-as évektől kezdődően számos román régész és történész igyekezett Doboka várát Gyalu vezér alakjával összekapcsolni, hogy ezzel is alátámasszák a dák–római folytonosság elméletét. Egyes állítások szerint a várat maga Gyalu építette, és azt uradalmi központjává tette. Habár Anonymus művében semmi nem utal arra, hogy Gyalu vára azonos lenne Dobokával — a krónikás csupán a Szamos folyó melletti várról tesz említést —, az elmélet széles körben elterjedt. Több magyar kutató, köztük Bóna István, meg is cáfolta ezt a feltételezést. Bóna szerint Doboka várának templomai nem korábbiak a 11. század közepénél, így semmiképpen sem lehetnek a honfoglalás korából. Emellett a régészeti feltárások dokumentációja — köztük az alaprajzok és a temetkezések rétegviszonyai — hiányos és értelmezhetetlen, amíg az adatok teljes körűen nem kerülnek publikálásra. Ennek ellenére a román oktatásban és köztudatban továbbra is él az a nacionalista hagyomány, amely Gyalu vezért a Dobokai vár feltételezett építőjeként tartja számon.